# 湯川 (青木村)
湯川（ゆがわ）は、長野県小県郡青木村を流れる川で、信濃川水系の一級河川。

## 概要
青木村西部、十観山の南側を東に向かって流れ、沓掛川へ合流する。長さは4.4キロメートルで、流量は少ない。途中には田沢温泉の温泉街があり、かつて作家・島崎藤村が訪れたことでも知られる。
上流には湯ノ入沢砂防堰堤がある。カワゲラが多く住む清流であり、サンショウウオも見られる。しかし、田沢温泉では温泉街からの生活排水が流入。上流で見られるようなカワゲラは姿を消し、代わりにカゲロウやヒルが見られるようになるなど、田沢温泉を境に下流では水質汚濁が進みつつある状況を呈している。

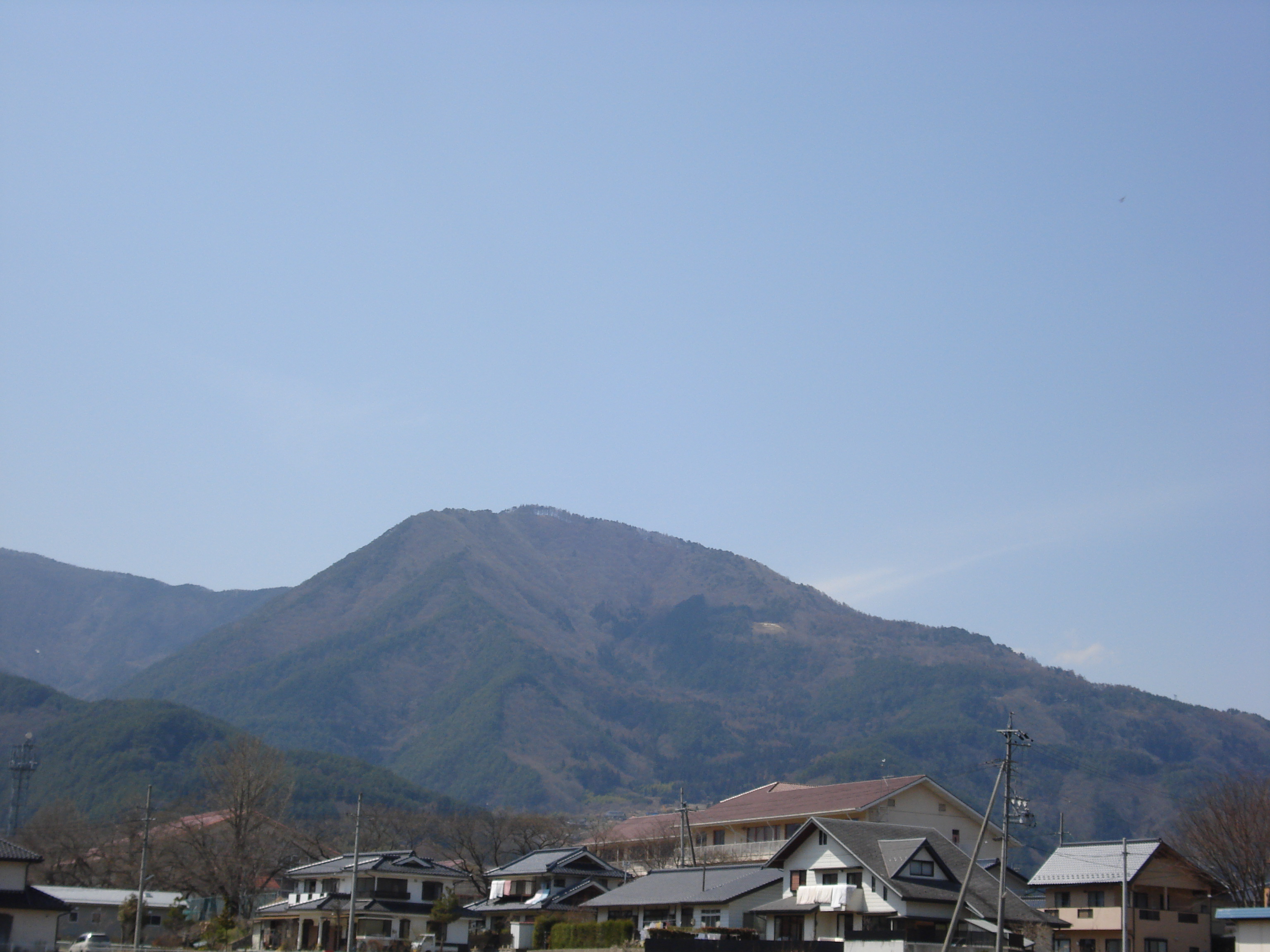
十観山